# Stevie Mallan
Stephen Mallan Jr., detto Stevie (Glasgow, 25 marzo 1996) è un calciatore scozzese, centrocampista svincolato.

## Carriera

### Club
Cresciuto nel settore giovanile del St. Mirren, ha esordito in prima squadra il 22 novembre 2014, nella partita di campionato persa per 3-0 contro l’Hamilton Academical. Il 27 dicembre è arrivata la prima rete in carriera, in occasione della vittoria esterna ottenuta contro il Dundee United.
Dopo tre stagioni complessive da 112 presenze con 29 reti totali, il 18 maggio 2017 passa al Barnsley, con cui firma un biennale. Poco utilizzato dal club inglese, il 6 luglio 2018 si trasferisce all’Hibernian, legandosi fino al 2022 e facendo così ritorno in Scozia.

### Nazionale
Ha giocato nella nazionale scozzese Under-21.

## Statistiche

### Presenze e reti nei club
Statistiche aggiornate al 6 ottobre 2018.
| Stagione          | Squadra           | Campionato        | Campionato | Campionato | Coppe nazionali | Coppe nazionali | Coppe nazionali | Coppe continentali | Coppe continentali | Coppe continentali | Altre coppe | Altre coppe | Altre coppe | Totale | Totale | Totale |
| Stagione          | Squadra           | Comp              | Pres       | Reti       | Comp            | Pres            | Reti            | Comp               | Pres               | Reti               | Comp        | Pres        | Reti        | Pres   | Reti   |        |
| ----------------- | ----------------- | ----------------- | ---------- | ---------- | --------------- | --------------- | --------------- | ------------------ | ------------------ | ------------------ | ----------- | ----------- | ----------- | ------ | ------ | ------ |
| 2014-2015         | St. Mirren        | PL                | 25         | 4          | CS+CdL          | 0+0             | 0               | -                  | -                  | -                  | -           | -           | -           | 25     | 4      |        |
| 2015-2016         | St. Mirren        | SC                | 34         | 11         | CS+CdL          | 1+1             | 0+1             | -                  | -                  | -                  | SCC         | 4           | 2           | 40     | 14     |        |
| 2016-2017         | St. Mirren        | SC                | 34         | 7          | CS+CdL          | 4+4             | 1+0             | -                  | -                  | -                  | SCC         | 5           | 3           | 32     | 3      |        |
| Totale St. Mirren | Totale St. Mirren | Totale St. Mirren | 93         | 22         |                 | 10              | 2               |                    | -                  | -                  |             | 9           | 5           | 112    | 29     |        |
| 2017-2018         | Barnsley          | FLC               | 8          | 0          | FACup+CdL       | 1+0             | 0               | -                  | -                  | -                  | -           | -           | -           | 9      | 0      |        |
| 2018-2019         | Hibernian         | PL                | 8          | 4          | CS+CdL          | 0+2             | 0+1             | UEL                | 6                  | 4                  | -           | -           | -           | 16     | 9      |        |
| Totale carriera   | Totale carriera   | Totale carriera   | 109        | 26         |                 | 13              | 3               |                    | 6                  | 4                  |             | 9           | 5           | 137    | 38     |        |